# 잠수복

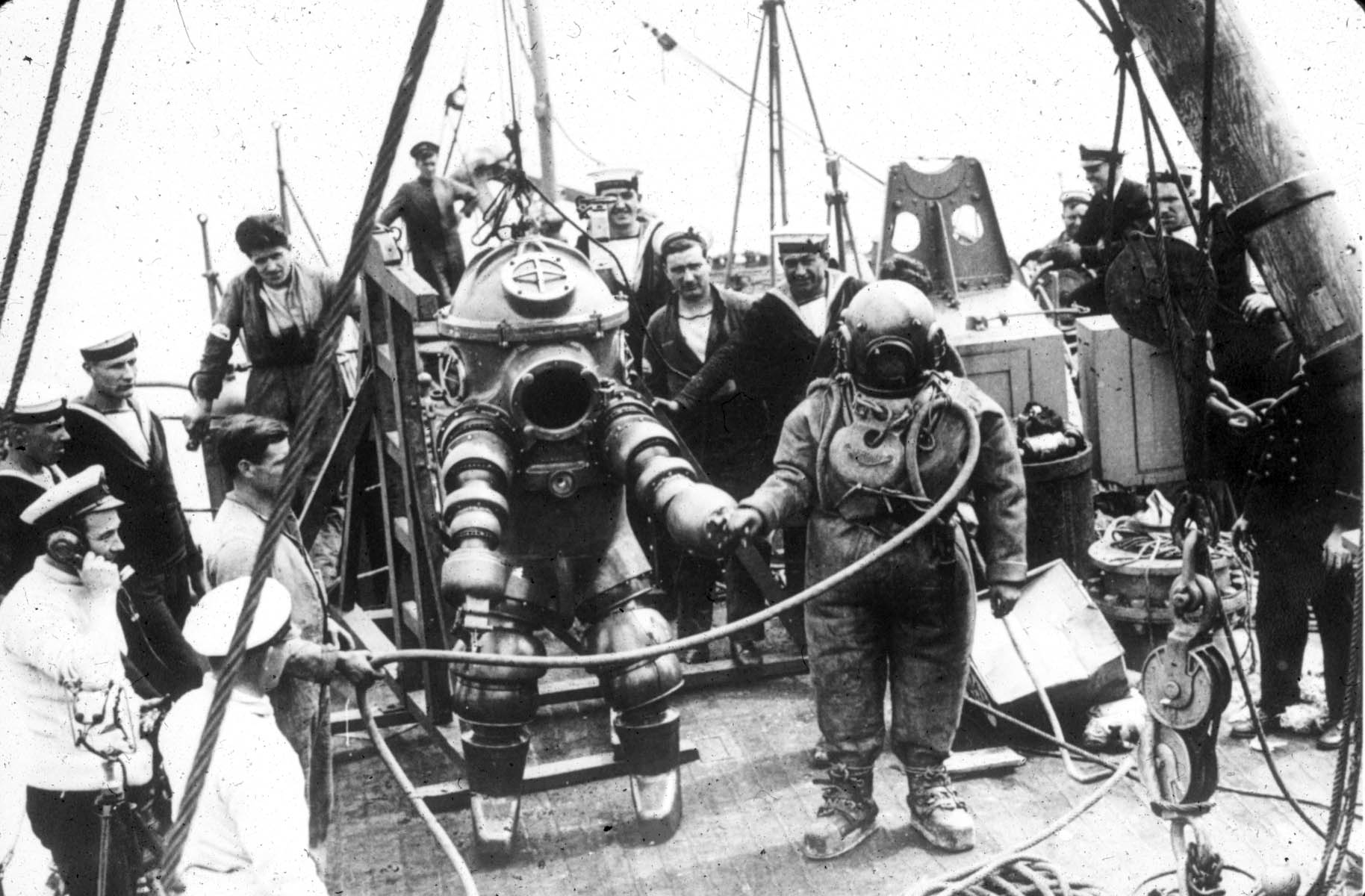
두 명의 잠수부의 모습. 한명은 대기압 잠수복을 입고 있으며 다른 한명은 기본적인 잠수복을 입고 있다. 1935년 침몰당했던 잠수함 RMS 루시타니아를 찾기 위해 잠수부들이 준비를 하고 있는 장면이다.

잠수복(潛水服)이란 수중의 환경으로부터 잠수부를 보호하기 위해 고안된 옷 혹은 장치이다.
- 주변 기압 잠수복 - 잠수용 고무옷(웨트슈트)나 방수 잠수복(드라이슈트), 세미 드라이슈트, 스킨슈트(다이브스킨)등이 그 예이다.
- 대기압 잠수복 - 수중 깊은 곳에 들어갈때 강한 수압등의 대기압으로부터 견뎌내기 위해 장갑화된 옷이다.

## 잠수복의 색상이 검은 색인 이유
- 잠수하는 물의 수온이 체온보다 몇 배 빨리 감소하기 때문에 잠수복의 강도가 강해야 한다. 잠수복의 주재료는 고무이고 고무는 검은 색인데 다른 색상의 고무를 만들려면 그 고무에 경화제를 주입해야 한다. 하지만 그러면 고무의 강도가 약해지기 때문에 강한 강도를 유지하기 위해 잠수복은 검은색이다.

## 같이 보기
- 우주복